# Irene Naef
Irene Naef (6 de diciembre de 1922 - 27 de febrero de 1999) fue una actriz teatral y cinematográfica germano-suiza.

## Biografía
Nacida en Berlín, Alemania, tras estudiar ballet en dicha ciudad con Tatjana Gsovsky, Naef se trasladó en 1939 a Suiza. Allí se formó como actriz en el Estudio de Interpretación de Zúrich. 
En 1942 fue descubierta para el cine suizo por el director Leopold Lindtberg, y hasta 1948 se comprometió con el Schauspielhaus Zürich. Con su primer marido, el actor Wilfried Seyferth, fue a trabajar al Teatro de Cámara de Múnich, formado parte, más adelante, del Schauspiel de Fráncfort del Meno bajo la dirección de Harry Buckwitz.
Junto a su segundo marido, el periodista Jochen Leschke, Naef se fue a principios de 1960 a Munich, y trabajó como actriz invitada en varios teatros alemanes. Con Leschke tuvo una hija, Eugenia Naef, que trabajó como directora.
Irene Naef falleció en 1999 en Munich, Alemania. Fue enterrada en el Cementerio Ostfriedhof de Múnich.

## Filmografía
- 1942: Der Schuss von der Kanzel
- 1946: Matto regiert
- 1952: Ferien vom Ich
- 1954: Ein Haus voll Liebe
- 1957: Egon, der Frauenheld
- 1971: Lass knacken Ive
- 1989–1990: Freunde zahlen nie
- 1994: Verliebt, verlobt, verheiratet
- 1998: Zwei Brüder-Verschleppt

## Literatura
- Irene Naef en  http://tls.theaterwissenschaft.ch/wiki/Irene_Naef, por Thomas Blubacher